# Jiangyin híd
A Jiangyin híd egyike a világ leghosszabb függőhídjainak, Kínában, Jiangyinál íveli át a Jangcét. Hosszúsága 3000 méter, legnagyobb támaszköze 1385 méter, a pilonok 190 méter magasak. 1999. szeptember 28-án nyílt meg a forgalom számára. A hidat 1995-ben kezdték el építeni, és 1997. szeptember 28-ára készült el. Átadását napra pontosan két év múlva tartották.